# توماس كوبر
توماس كوبر (بالإنجليزية: Thomas Cooper) هو محامي وسياسي أمريكي، ولد في 1764 في ليتل كريك في الولايات المتحدة، وتوفي في 1829 في جورجتاون في الولايات المتحدة. حزبياً، نشط في الحزب الفيدرالي الأمريكي. وقد انتخب عضو مجلس ولاية ديلاوير وانتخب عضو مجلس النواب الأمريكي.